# NGC 1088
NGC 1088 je galaksija u zviježđu Ovan.

## Vanjske poveznice
- SEDS: NGC 1088